# Cabinet Lefebvre-Pelletier
Le Cabinet Lefebvre-Pelletier, ou Cabinet Lefèvre Pelletier & associés (LPA), a pour origine la création simultanée d'un Cabinet Lefèvre et associés et d'un Cabinet Pelletier et associés en 1983 (deux cabinets qui ont fusionné 10 ans plus tard ; en 1993). Selon son site internet, en octobre 2021, il dispose de « plus de 230 avocats et professionnels du droit répartis dans 13 bureaux dans le monde ».
Philippe Pelletier, cofondateur du cabinet enseigne depuis 1998 à l'université de droit Paris II Panthéon Assas (droit immobilier, droit des baux). Et dans le cadre de l'application des lois Grenelle, et en particulier de la loi Grenelle II, il a été nommé président du comité stratégique du « plan Bâtiment durable du Grenelle » pour deux ans reconductibles ; le gouvernement lui a confié la mission d’élaborer des propositions sur l’éco-conditionnalité des aides.
En 2016, les cabinets LPA et CGR-legal fusionnent.

## Spécialités
Le cabinet LPA est principalement actif dans le droit des affaires, c'est également un cabinet-conseil notamment actif dans le domaine du contentieux et de la spéculation immobilière (immobilier d'habitation) notamment.

## Pandora Papers
LPA propose entre autres services sur son site internet une offre de gestion de patrimoine « Fiducie / Trust / Fonds de dotation ; Fiscalité patrimoniale et internationale pour gérer des problèmes d'indivision, de droits démembrés, de sociétés civiles ou commerciales, de fiducie, de trust, de fonds de dotation », assistant ses clients « dans l’organisation, la transmission et le règlement de situations liées à la gestion du patrimoine privé ou professionnel de ses clients, tant sur le plan juridique que fiscal », se proposant même d'intervenir « auprès de l’administration fiscale dans la résolution de problématiques liées à l’imposition » du patrimoine.
Les Pandora Papers et une enquête de Cash Investigation ont mis au jour plusieurs informations concernant Casablanca Finance City, informations médiatisées en 2021 :
- Parnasse international, l'une des sociétés créées hors de France par Dominique Strauss-Kahn (alors qu'il était encore résident français, après ses déboires avec la justice, s'y est déclarée[5].
- Cette société a été créée avec l'aide de l'avocat d'affaires Alain Gauvin, l'un des partenaires en affaires de Dominique Strauss-Kahn, et avec le Cabinet Lefebvre-Pelletier, où, après voir été responsable du Département Marchés de Capitaux chez Coudert Brothers LLP, il était chargé (d'octobre 2007 à janvier 2020, du secteur Europe & Afrique en tant qu'associé de LPA et avocat en droit bancaire et droit financier). Parmi les Pandora Papers, un document montre que son Cabinet a touché plus d'un million d'euros de rétrocession d'honoraires pour ce travail[5].
- il apparait que Dominique Strauss-Kahn lui-même (alors directeur du FMI) a conseillé de 2012 à 2013 le Royaume du Maroc pour créer la zone franche Casablanca Finance City, via une prestation financée [5].
- Selon les documents étudiés par l'ICIJ et Cash Investigation, Dominique Strauss-Kahn a ainsi évité de payer 800 000 euros d'impôts sur les sociétés, contre zéro pour les 5 premières années passées au Maroc[5], au détriment de la France et du Maroc.
- Le principal cadeau de la zone franche à ses clients en termes d'optimisation fiscale (aucun impôt durant 5 ans) ne suffit pas à fidéliser tous ses clients : après 5 ans passés à opérer financièrement dans la CFC, Dominique Strauss-Kahn a créé une nouvelle société (Parnasse global limited) dans un paradis fiscal considéré parmi les plus opaques, l'émirat Ras el Khaïmah (RAK), aux Émirats Arabes Unis[5]. 
Toujours selon les Pandora Papiers, cette société a été déclarée et immatriculée au registre des entreprises (le « RAK ICC »), qui n'est pas public, qui n'impose pas de dépôt de bilan comptable et qui garantit à ses clients un secret total, ce qui en fait l'un des paradis fiscaux les plus secrets du monde[5]. Dominique Strauss-Kahn a créé cette société avec l'aide de la société SFM offshore[5], une société fondée en 2006 à Genève, aujourd'hui aussi présente à Dubaï, aux Seychelles et à Hong Kong, qui semble aider des milliers d'exilés fiscaux venus de toute la planète, notamment français[6], à cacher leurs capitaux pour échapper aux systèmes de taxes ou impôts locaux grâce à des comptes offshore (la publicité de cette société a été dénoncée par le Sénat français comme incitant clairement à l'évasion et à la fraude fiscale)[7].